# 幸運樹 (馬)
幸運樹（日语：タイキフォーチュン），是美國出身的日本純種競賽馬匹。生涯活躍於一哩賽事，曾勝出1996年NHK一哩賽。

## 出賽前
1993年2月9日出生於美國大樹牧場，所有權直接歸於牧場旗下，成長途中經愛爾蘭被引入日本。
其後交由美浦訓練中心練馬師高橋祥泰訓練。

### 3歲（現2歲）
1995年11月5日出戰東京競馬場3歲新馬戰，然而直路上未能進一步加速以第八完賽。
一星期後以連戰姿態出戰另一場3歲新馬戰，於其中一放到底取得首勝。
12月2日出戰條件戰葉牡丹盃，採取先行戰術下於直路成功加速衝出，最終以2 1/2馬位優勢獲勝。
其後出戰三級賽短波電台盃三歲錦標，然而於直路失速下以第十一大敗。

### 4歲（現3歲）
1996年年初以彌生賞作爲首戰，再度失速之下僅獲得第七。
3月24日出戰每日盃，比賽初段其處於先頭位置逐步推進，進入直路後其爆法出全場最快的末腳下成功抵擋Namura Inazuma的追擊，最終以1 1/4馬位優勢取得首個分級賽冠軍。
5月12日出戰新設立的NHK一哩賽，賽前因幸運樹的一哩實力受到擔心而僅獲第四人氣。比賽開始後，前方帶出的Bamboo Pino以凌厲的姿態快放，造出前1000米56.7秒的超快步速，而幸運樹則無視此節奏於中團位置推進。進入直路後，其隨即於中團位置衝出並輕鬆超越前方失速的先頭馬，及後保持速度抵擋後方Tsukuba Symphony的追擊，最終成功以3/4馬位壓過對手奪得首個一級賽冠軍。
然而進入秋季後，其優秀表現未能延續，先於每日王冠獲得第八，其後於日本盃第六完賽，12月出戰有馬紀念更以第十一大敗。

### 5歲（現4歲）
進入1997年，其狀態未能好轉，春季於打吡公爵挑戰盃及京王盃春季賽分別獲得第九及第四，其後於安田紀念再次以第十一大敗。
秋季首戰爲一哩冠軍賽，然而比賽開始後其隨即失去平衡並將騎師柴田善臣甩落，最終被判比賽中止。
11月23日出戰日本盃獲得第十四後，陣營安排其退役。

### 詳細賽績
| 日期       | 舉辦國家 | 馬場 | 距離   | 級別 | 賽事名稱           | 負重 | 騎師     | 馬號 | 出馬 | 名次     | 時間     | 頭馬（二馬）         |
| ---------- | -------- | ---- | ------ | ---- | ------------------ | ---- | -------- | ---- | ---- | -------- | -------- | -------------------- |
| 5/11/1995  | 日本     | 東京 | 泥1400 |      | 3歲新馬            | 54   | 柴田善臣 | 12   | 14   | 8        | 1:30.1   | Taiki Forest         |
| 11/11/1995 | 日本     | 東京 | 草1800 |      | 3歲新馬            | 54   | 柴田善臣 | 3    | 9    | 1        | 1:52.9   | （Shirokita Cross）  |
| 2/12/1995  | 日本     | 中山 | 草2000 |      | 葉牡丹賞           | 54   | 柴田善臣 | 3    | 11   | 1        | 2:01.6   | （Makino Pretender） |
| 23/12/1995 | 日本     | 阪神 | 草2000 | GIII | 短波電台盃三歲錦標 | 54   | 坂本勝美 | 15   | 15   | 11       | 2:04.0   | 欽點                 |
| 3/3/1996   | 日本     | 中山 | 草2000 | GII  | 彌生賞             | 55   | 柴田善臣 | 1    | 13   | 7        | 2:03.7   | 夜舞                 |
| 24/3/1996  | 日本     | 阪神 | 草2000 | GIII | 每日盃             | 55   | 柴田善臣 | 6    | 16   | 1        | 2:01.1   | （Namura Inazuma）   |
| 12/5/1996  | 日本     | 東京 | 草1600 | GI   | NHK一哩賽          | 57   | 柴田善臣 | 7    | 18   | 1        | 1:32.6   | （Tsukuba Symphony） |
| 6/10/1996  | 日本     | 東京 | 草1800 | GII  | 每日王冠           | 57   | 柴田善臣 | 12   | 12   | 8        | 1:46.8   | Annus Mirabilis      |
| 24/11/1996 | 日本     | 東京 | 草2400 | GI   | 日本盃             | 55   | 柴田善臣 | 3    | 15   | 6        | 2:24.3   | 談唱劇               |
| 22/12/1996 | 日本     | 中山 | 草2500 | GI   | 有馬紀念           | 55   | 柴田善臣 | 13   | 14   | 11       | 2:36.5   | 櫻花桂冠             |
| 5/4/1997   | 日本     | 中山 | 草1600 | GIII | 打吡公爵挑戰盃     | 57   | 柴田善臣 | 11   | 13   | 9        | 1:37.2   | 皇家鈴鹿             |
| 10/5/1997  | 日本     | 東京 | 草1400 | GII  | 京王盃春季盃       | 58   | 柴田善臣 | 10   | 16   | 4        | 1:20.9   | 大樹狂風             |
| 8/6/1997   | 日本     | 東京 | 草1600 | GI   | 安田紀念           | 58   | 柴田善臣 | 8    | 18   | 11       | 1:34.9   | 大樹狂風             |
| 16/11/1997 | 日本     | 京都 | 草1600 | GI   | 一哩冠軍賽         | 57   | 柴田善臣 | 9    | 18   | 比賽中止 | 比賽中止 | 大樹快車             |
| 23/11/1997 | 日本     | 東京 | 草2400 | GI   | 日本盃             | 57   | 柴田善臣 | 11   | 14   | 14       | 2:28.3   | 必得時機             |

## 退役後
退役後，幸運樹成爲了配種馬，於北海道浦河町East Stud休養，在2000年進行配種。首批子嗣於2001年出生。首批子嗣可於2003年出賽。
2005年後再無配種紀錄，相信當時經已由配種馬退役進行養老生活。
2020年1月18日被轉移至北海道新日高町本桐牧場繼續養老。
2024年4月6日，因花公園死亡，其以時年31歲成爲現存最長壽的一級賽優勝馬。
2025年2月21日，其於牧場內因衰老以32歲的高齡死亡。

## 血統簡介
父系Seattle Dancer爲美國生產的愛爾蘭賽駒，生涯戰績不俗，曾勝出二級賽愛爾蘭打比預賽錦標及加連奴錦標，亦於一級賽巴黎大賽獲得亞軍。祖父尼真斯基爲加拿大生產的愛爾蘭賽駒，生涯僅得兩敗，曾勝出葉森打吡大賽、愛爾蘭打吡、英皇佐治六世及皇后伊利沙伯錦標及二千堅尼錦標等一級賽，退役後亦爲著名種馬，成功確立獨立的系統。
母系Patently Clear爲美國賽駒，生涯戰績不佳，僅勝出兩場頭馬。外祖父Miswaki爲美國生產的法國賽駒，生涯戰績不俗，曾勝出一級賽撒拉曼德大賽。

### 血統表
| 父線：尼真斯基系（北地舞人系）                                                      |                                 |                    |                |
| 種馬 Seattle Dancer 1984年（棗色）                                                  | 尼真斯基 1967年（棗色）         | 北地舞人           | 新北區         |
| 種馬 Seattle Dancer 1984年（棗色）                                                  | 尼真斯基 1967年（棗色）         | 北地舞人           | Natalma        |
| 種馬 Seattle Dancer 1984年（棗色）                                                  | 尼真斯基 1967年（棗色）         | Flaming Page       | Bull Page      |
| 種馬 Seattle Dancer 1984年（棗色）                                                  | 尼真斯基 1967年（棗色）         | Flaming Page       | Flaring Top    |
| 種馬 Seattle Dancer 1984年（棗色）                                                  | My Charmer 1969年（棗色）       | Poker              | Round Table    |
| 種馬 Seattle Dancer 1984年（棗色）                                                  | My Charmer 1969年（棗色）       | Poker              | Glamour        |
| 種馬 Seattle Dancer 1984年（棗色）                                                  | My Charmer 1969年（棗色）       | Fair Charmer       | Jet Action     |
| 種馬 Seattle Dancer 1984年（棗色）                                                  | My Charmer 1969年（棗色）       | Fair Charmer       | Myrtle Charm   |
| 繁殖雌馬 Patently Clear 1988年（棗色）                                              | Miswaki 1978年（栗色）          | 淘金者             | Raise a Native |
| 繁殖雌馬 Patently Clear 1988年（棗色）                                              | Miswaki 1978年（栗色）          | 淘金者             | Gold Digger    |
| 繁殖雌馬 Patently Clear 1988年（棗色）                                              | Miswaki 1978年（栗色）          | Hopespringseternal | Buckpasser     |
| 繁殖雌馬 Patently Clear 1988年（棗色）                                              | Miswaki 1978年（栗色）          | Hopespringseternal | Rose Bower     |
| 繁殖雌馬 Patently Clear 1988年（棗色）                                              | Badge of Courage 1983年（棗色） | Well Decorated     | Raja Baba      |
| 繁殖雌馬 Patently Clear 1988年（棗色）                                              | Badge of Courage 1983年（棗色） | Well Decorated     | Paris Breeze   |
| 繁殖雌馬 Patently Clear 1988年（棗色）                                              | Badge of Courage 1983年（棗色） | Tamerett           | Tim Tam        |
| 繁殖雌馬 Patently Clear 1988年（棗色）                                              | Badge of Courage 1983年（棗色） | Tamerett           | Mixed Marriage |
| 雌系：Tamerett系（號族：2-f）                                                       |                                 |                    |                |
| 五代內近親交配：天才舞者 5×5、Tom Fool 5×5、Princequillo 5×5、Striking + Busher 5×5 |                                 |                    |                |

## 命名由來
名字中，Taiki（タイキ）是馬主大樹牧場冠名，來自其牧場名字，而此名字則來自其總部所處位置：北海道大樹町，Fortune（フォーチュン）則有財富、幸運等意思。

## 外部連結
- 幸運樹 netkeiba.com （页面存档备份，存于）
- 血統表 （页面存档备份，存于）